# Bernardino Rossi
Bernardino Rossi (Cortile, 1803 - Módena, 1865) fue un pintor italiano que desarrolló su carrera mayoritariamente en el Ducado de Módena.

## Biografía
Era el último de los quince hijos de un médico y propietario. En 1811 al trasladarse la familia a Módena, inició su formación artística en la Academia Atestina de Bellas Artes de la ciudad. En 1826 se traslada a Florencia donde vivirá hasta 1830. Allí contrae matrimonio con Lucia Malatesta, hermana del célebre pintor toscano y amigo Adeodato Malatesta. La etapa florentina sirve para refinar su estilo, acercándolo al estilo biedemeier, muy en boga en las cortes italianas en la órbita austriaca. Así mismo en Florencia es alumno de Pietro Benvenuti y de Giuseppe Bezzuoli. Regresa a Módena en 1830, recibiendo multitud de encargos en la ciudad. Cuenta entre sus protectores al propio soberano, el duque Francisco IV de Módena y recibe numerosos encargos para la realización de cuadros para altares.
Murió en 1865.

## Galería

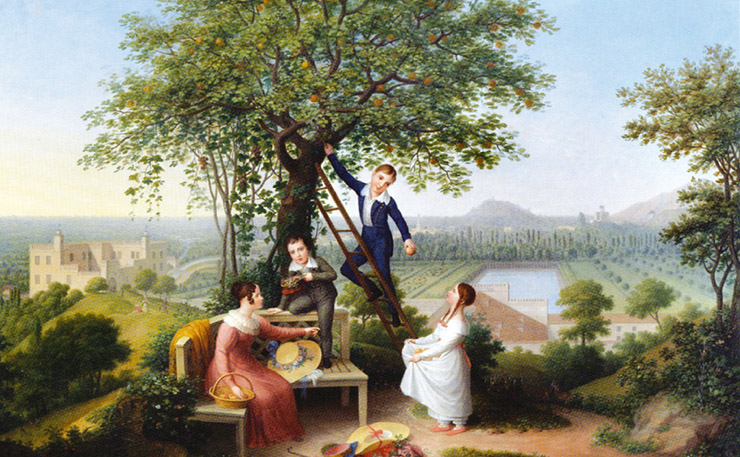
Los hijos de Francisco IV de Módena en los jardines del castillo del Catajo. (Hacia 1830)

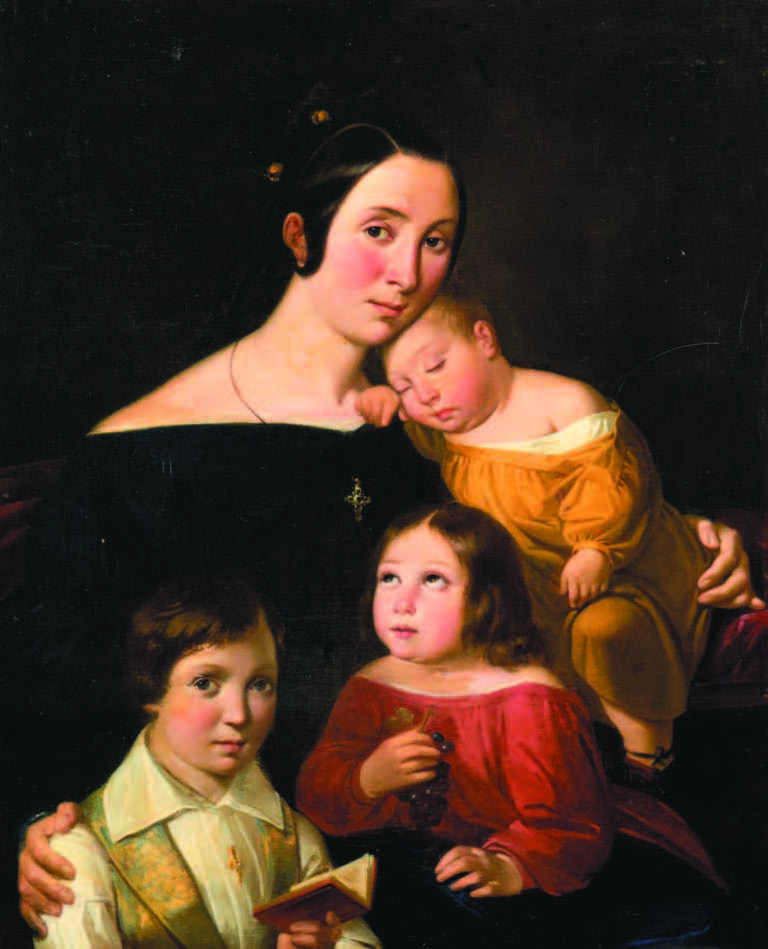
La mujer del artista, Lucia Malatesta y los hijos del matrimonio. (Hacia 1838)